# Питерсон, Эрик
Эрик Питерсон (англ. Eric Peterson; 14 мая 1964) — американский гитарист, один из основателей, автор текстов и музыки и бессменный участник трэш-метал-группы Testament. Известен также как основатель собственного cимфоник-блэк-метал сайд-проекта Dragonlord, где он является гитаристом и главным вокалистом. В Testament исполняет партии ритм-гитары, но в 1993 году, после ухода Алекса Сколника из группы, взял на себя часть соло-партий. На альбоме группы The Formation of Damnation, ознаменовавшем возвращение Сколника в состав, разделил с ним основные соло в некоторых песнях. С тех пор Питерсон исполняет соло наравне со Сколником. В отличие от Алекса, в соло которого чувствовалась классическая выучка, соло Эрика более мелодичные, более блюзовые, вдохновленные Майклом Шенкером, Джо Бонамассой, Джимми Хендриксом. Кроме того, Эрик использует педаль wah-wah в некоторых песнях, объясняя это тем, что хочет передать дух гитаристов Mercyful Fate Ханка Шерманна и Майкла Деннера.
Эрик был женат на бывшей жене Кирка Хэмметта Ребекке, с которой он на данный момент в разводе. От нее у него есть ребенок.
На протяжении большей части карьеры в Testament Эрик пользовался гитарами Gibson, в частности, Gibson Explorer, Flying V и Les Paul. На данный момент пользуется гитарами компании Dean Guitars. У него имеются подписные гитары Dean V и Z.

## Дискография

### Legacy
- Demo 1 (1984)
- Demo 2 (1985)

### Testament
- The Legacy (1987)
- The New Order (1988)
- Practice What You Preach (1989)
- Souls of Black (1990)
- The Ritual (1992)
- Low (1994)
- Demonic (1997)
- The Gathering (1999)
- First Strike Still Deadly (2001)
- The Formation of Damnation (2008)
- Dark Roots of Earth (2012)
- Brotherhood of the Snake (2016)
- Titans of Creation (2020)

### Dragonlord
- Rapture (2001)
- Black Wings of Destiny (2005)
- Dominion (2018)

### Old Man's Child
- Vermin (2005)

### Leah McHenry
- Otherworld EP (2013)
- Dreamland (2013)
- Winter Sun (2015)